# لوسیا خیمه‌نس
لوسیا خیمه‌نس (اسپانیایی: Lucía Jiménez‎؛ زادهٔ ۲۱ نوامبر ۱۹۷۸) بازیگر اهل اسپانیا است.
او فعالیت هنری‌اش را در سینما، با بازی در یکی از فیلم‌های داوید تروئبا آغاز کرد.
از فیلم‌ها یا مجموعه‌های تلویزیونی که وی در آن‌ها نقش داشته است، می‌توان به هنر مردن، خون ماه مه، مادران، عشق و زندگی، سونات سکوت، پس از کلاس، بانو، ۱۴ آوریل، جمهوری و بن هور اشاره نمود.